# 도키와정
도키와정(常葉町)은 후쿠시마현 다무라군에 설치되었던 정이다. 2005년 3월 1일 도키와정 등 5개 정·촌이 합병하여 다무라시가 신설되고 폐지되었다. 도키와는 다무라시의 지명이 되었다.

## 역사
- 1889년 4월 1일 - 정촌제 시행으로 도키와촌, 야마네촌이 성립하였다.
- 1898년 7월 1일 - 정으로 승격하였다.
- 1955년 2월 1일 - 구 도키와정, 야마네촌과 합병해 새로운 도키와정이 성립하였다.
- 1970년 4월 1일 - 국도 288호선이 제정되었다.
- 2005년 3월 1일 - 도키와정 및 다무라군의 후네히키정, 다키네정, 오고에정, 미야코지촌 등 5개 정·촌이 합병하여 다무라시가 신설되고, 도키와정 등은 폐지되었다.

## 교육
- 도키와정립 도키바 중학교
- 도키와정립 도키바 초등학교
- 도키와정립 니시무코 초등학교
- 도키와정립 세키모토 초등학교
- 도키와정립 타테야마네초등학교

## 교통

### 철도
- 동일본 여객철도 반에쓰토선(합병 당시 정내에는 역이 없었고 제일 가까운 역인 이와키토키와역에서 내려야 했다.)

### 도로
- 반에쓰 자동차도
- 국도 288호선